# إدوارد فروست
إدوارد فروست (بالإنجليزية: Edward Frost)‏ هو سياسي أمريكي، ولد في 27 أبريل 1801، وتوفي في 21 يوليو 1868.